# ダヴィッド・ダンジェ高校
座標: 北緯47度27分59秒 西経0度32分42秒 / 北緯47.4662702度 西経0.5449485度
ダヴィッド・ダンジェ高等学校は、ナント・アカデミーに属する公立の学校であり、国立高等学校と中学校で構成されている。アンジェ市の中心部、ポール＝ランジュヴァン通り1番地 (仏: 1 rue Paul-Langevin ) に位置している。
この高校には約1,000人の生徒がおり、その半数以上が寄宿生である。教師は約90名である。また、100人以上の生徒が住む寄宿舎も併設されている。

## 学校関係者

### 著名な教授
- アンリ・ベルクソン

### 著名な卒業生
- ジャン＝クロード・ブリアリ
- クリストフ・ベシュ（フランス語版）
- ミッシェル・オスロ